# Брати (фільм, 2024)
«Брати» (англ. Brothers) — американський комедійний бойовик 2024 року режисера Макса Барбакова за сценарієм Мейкона Блера та Ітана Коена. У фільмі зіграли Джош Бролін, Пітер Дінклейдж, Маріса Томей, Гленн Клоуз та Брендан Фрейзер.

## Сюжет
Двоє братів-злочинців, Майк на прізвисько «Мок», який намагається виправитися і налагодити своє життя після одруження і народження дитини, та Джаді, який щойно вийшов з в'язниці і шукає нових пригод, вирушають у небезпечну подорож, щоб пограбувати будинок. Зіткнувшись з юридичними проблемами, перестрілками і сімейною драмою, вони повинні примирити свої розбіжності один з одним і з матір'ю, яку вони не бачили 30 років, відколи вона і її хлопець втекли від поліції з вкраденими смарагдами на День Подяки 1994 року, коли близнюкам було 12 років.

## Акторський склад
| Актор            | Роль                   |
| ---------------- | ---------------------- |
| Джош Бролін      | Мок Мангер             |
| Пітер Дінклейдж  | Джаді Мангер           |
| Маріса Томей     | Бетесда Вейнґро        |
| Гленн Клоуз      | Кет Мангер             |
| Тейлор Пейдж     | Еббі Мангер-Джейкобсон |
| Брендан Фрейзер  | Фарфул                 |
| Майкл Еммет Волш | суддя                  |

## Виробництво
28 лютого 2019 року було оголошено, що Legendary Entertainment перемогла тендерну боротьбу за проект, а сценарій доручено написати Ітану Коену. Джош Бролін і Пітер Дінклейдж були долучені до головних ролей, а також в якості продюсерів разом з Ендрю Лазаром. За тональністю фільм нагадує «Близнюки» (1988), у якому двох вельми несхожих братів-близнюків зіграли Арнольд Шварценеггер і Денні Де Віто.
Пізніше, 30 квітня 2020 року, Мейкон Блер став режисером фільму і написав сценарій у співавторстві з Коеном.
3 червня 2021 року до акторського складу приєдналася Гленн Клоуз, а режисером став Макс Барбаков. Через два місяці до акторського складу доєдналися Брендан Фрейзер і Тейлор Пейдж.
Основні зйомки відбулися в серпні 2021 року в Атланті.
7 березня 2022 року був оприлюднений остаточний варіант сценарію; у титрах сценаристом значився Блер, Коен — автором історії.

## Випуск
У жовтні 2023 року Amazon MGM Studios придбала права на дистрибуцію фільму. Фільм вийшов у прокат у деяких кінотеатрах США 10 жовтня 2024 року, а 17 жовтня 2024 року вийшов на Amazon Prime Video.